# 독일-아시아 은행
독일-아시아 은행(독일어: Deutsch-Asiatische Bank, DAB), (중국어: 德华银行),(중국어: 德華銀行)은 중국에 있는 외국계 은행이었다. 주요 활동은 무역 금융이었지만 영국 및 프랑스 은행과 함께 중국 정부에 대한 채권 인수 및 중국 철도 건설 자금 조달 역할도 했다.

## 역사
독일-아시아 은행은 독일에서 가장 큰 은행 중 하나인 도이치은행의 참여로 1889년 2월 12일 상하이에서 설립되었다. 당시 중국 시장에 진출한 최초의 비영국계 대형 은행이었다.1895년 캘커타에 지사를 세웠고, 그 이후 톈진(1890), 한커우 (1897), 칭다오(1897), 홍콩 (1900), 요코하마 (1905), 고베(1906), 싱가포르 (1906), 베이징 (1910), 광저우(1910) 및 지난(1914)에 지사를 세웠다. 제1차 세계대전까지 홍콩 및 상하이 은행과 협력 관계를 발전시켜 프랑스, 일본, 러시아의 경쟁, 외국 은행에 의한 잠식에 대항했다.
1906년에 은행은 중국에서 자체 지폐를 발행할 수 있는 허가를 받았다. 칭다오 지부는 1914년 칭다오 전투 이후 승리한 일본군에 의해 약탈되었고, 이후 제2차 세계 대전까지 일본 영사관을 수용하는 데 사용되었다. 나머지 중국 네트워크는 1917년 중국 정부에 의해 폐쇄되었다. 전쟁 사이에 부분적으로 재구성되었으며 제2차 세계 대전 중에 다시 폐쇄되었다. 1953년, 함부르크에서 새롭게 출발했다. EBIC 그룹 내의 파트너 은행과 함께 도이치은행은 1972년에 "Europäisch-Asiatische Bank"(나중에 "European Asian Bank"로 개명)을 설립했으며, 이 은행은 이전 독일-아시아 은행이 합병되었다. 1986년 은행은 파트너 은행이 참여에서 탈퇴하여 "도이치은행(아시아)"로 불렸다. 1987년에서 1988년 사이에 도이치은행에 합병되었다.
1. 1 2 3  “"Foreign Banks in China, Part II - Imperial Chinese Issues (1900-1911)"” (PDF).
2. ↑  “Old China - Qingdao - Tsingtao - Tsingtau - Tourism - Foreign Studies”. 2021년 8월 31일에 원본 문서에서 보존된 문서. 2022년 5월 14일에 확인함.
3. ↑  “From Globalization to Liquidation: The Deutsch-Asiatische Bank and the First World War in China | Cross-Currents”. 2016년 3월 5일에 원본 문서에서 보존된 문서. 2022년 5월 14일에 확인함.
4. ↑  “Historical Association of Deutsche Bank | Topics | East Asia | Die Deutsche Bank in Ostasien”. 2008년 12월 29일. 2008년 12월 29일에 원본 문서에서 보존된 문서. 2022년 5월 14일에 확인함.

## 같이 보기
- 인도차이나 은행
- 러청은행